# Antônio Dutra
Pour les articles homonymes, voir Dutra.
Antônio Monteiro Dutra est un footballeur brésilien né le 11 août 1973. Il évolue au poste de défenseur latéral gauche.

## Palmarès
- Champion du Japon en 2003 et 2004 avec les Yokohama F. Marinos
- Vainqueur de la Coupe du Japon de football en 2013 avec les Yokohama F. Marinos
- Vainqueur de la Coupe de la Ligue japonaise en 2001 avec les Yokohama F. Marinos
- Champion de l'État du Paraná en 1999 avec Coritiba
- Champion de l'État du Pernambouc en 2007, 2008, 2009 et 2010 avec le Sport Club do Recife
- Vainqueur de la Coupe du Brésil en 2008 avec le Sport Club do Recife